# Raymond Klibansky
Raymond Klibansky (Parigi, 15 ottobre 1905 – Montréal, 5 agosto 2005) è stato uno storico della filosofia tedesco naturalizzato britannico, poi canadese.

## Biografia
Nacque a Parigi in una famiglia ebraico-tedesca, da Rosa Scheidt e Hermann Klibansky, commerciante di vini. Bambino prodigio negli studi, dopo il liceo a Francoforte sul Meno, fu ammesso a soli 17 anni all'Università di Amburgo (dove conobbe Max Weber) e si specializzò all'Università Ruprecht Karl di Heidelberg con una tesi celebrata da Étienne Gilson quale studio innovativo della Scuola di Chartres.
Nel 1926 fu invitato da Ernst Cassirer a partecipare all'istituto fondato da Aby Warburg, che considerava proprio maestro e che gli ispirò studi su filosofi medievali e rinascimentali. Lavorò anche con Ferdinand Tönnies all'Università di Kiel e collaborò con Fritz Saxl, Ernst Robert Curtius ed Erwin Panofsky.
Dal 1931 al 1933 insegnò ad Heidelberg, ma dovette lasciare per le leggi razziali naziste e si rifugiò in Italia, quindi a Bruxelles e infine a Oxford dove insegnò all'Oriel College dal 1936 al 1946 (dal 1938 divenne cittadino britannico). Con Richard Hunt diresse la collana di "Mediaeval and Renaissance Studies" del Warburg Institute.
Dopo la guerra insegnò logica e metafisica all'Università McGill di Montréal. Dal 1966 al 1969 fu presidente dell'International Institute of Philosophy, quindi ne divenne presidente onorario. Dal 1981 al 1995 fu membro del Wolfson College (Oxford).
Morì quasi centenario.
Nel 1995 fu vincitore del Premio Nonino

## Campo di ricerca
Tra i suoi interessi, le edizioni critiche di scritti di Nicola Cusano e Meister Eckhart, studi sui commentari arabi e latini a Platone, Enrico Aristippo, Pietro Abelardo, Bernardo di Chiaravalle, le lettere di David Hume, la Letter Concerning Toleration di John Locke, Charles de Bovelles, ma anche l'Ulisse di Joyce e quel Saturn and Melancholy (prima ed. 1964, poi ampliata) che è stato tradotto e venduto in diverse decine di edizioni e che inizia come analisi di Melencolia I di Albrecht Dürer.
Ogni anno il "Raymond Klibansky Prize" viene dato a un libro in francese e a uno in inglese che si siano distinti per profondità d'impegno e serietà di risultati nel campo degli studi umanistici.

## Opere
- The Continuity of the Platonic Tradition during the Middle Ages, London 1939.
- Plato Arabus, 3 voll., 1951-52.
- La philosophie au milieu du vingtième siècle / Philosophy in the Mid-Century, 4 voll., Firenze: La Nuova Italia, 1958-59.
- Premessa a John Locke, Lettera sulla tolleranza, Firenze: La Nuova Italia, 1963.
- Plato Latinus, 4 voll., 1940-62.
- Mediaeval and Renaissance Studies, 6 voll., 1941-68 (con R. W. Hunt)
- La philosophie contemporaine: chroniques / Contemporary Philosophy: A Survey, 4 voll., Firenze: La Nuova Italia, 1968-71.
- Saturn and Melancholy. Studies in the History of Natural Philosophy, Religion, and Art, con Erwin Panofsky e Fritz Saxl, trad. it. di  Renzo Federici,  Saturno e la melanconia. Studi di storia della filosofia naturale, religione e arte, Torino, Einaudi ("Saggi" n. 657), 1983 ISBN 88-06-05507-0 ISBN 88-06-55079-9
- Philosophy and science in the Middle Ages, 2 voll., 1990 (con Guttorm Floistad)
- The Notion of Tolerance and Human Rights: Essays in Honour of Raymond Klibansky, a cura di Ethel Groffier e Michel Paradis, Carleton: Carleton University Press, 1991.
- La philosophie en Europe, 1993 (con David Pears)
- Bibliographie de la philosophie. Glossaire, 1995.
- Le philosophe et la mémoire du siècle: tolérance, liberté et philosophie. Entretiens avec Georges Leroux, Paris: Les Belles Lettres, 1998.
- Idées sans frontières. Histoire et structures de l'Institut international de philosophie (con Ethel Groffier), Paris: Les Belles Lettres, 2005.